# Helena Ložar Podlogar
Helena Ložar-Podlogar, slovenska etnologinja, * 4. april 1942, Ljubljana.
Leta 1966 je na Filozofski fakulteti v Ljubljani diplomirala iz etnologije in nemškega jezika s književnostjo in prav tam 1979 tudi magistrirala. Leta 1967 se je zaposlila na Inštitutu za slovensko narodopisje, ki deluje v okviru Znanstvenoraziskovalnega centra Slovenske akademije znanosti in umetnosti, kjer se je posvetila raziskovanju šeg, zlasti šegam življenjskega kroga na celotnem slovenskem ozemlju. Zelo poglobljena je njena obravnava ziljske ohceti.  V strokovni in znanstveni publicistiki je objavila več prispevkov. Njena bibliografija obsega 337 zapisov.   
V letih 1998-2001 je bila urednica zbornika Traditiones. Slovensko etnološko društvo ji je leta 1999 kot prvi podelilo Murkovo nagrado. 

## Izbrana bibliografija
- Zagoriške mačkare med šego in ljudsko igro (COBISS)
- Slovenski božič in njegovo ljudsko izročilo (COBISS)
- Vrbiške šjeme : skrivnost pustne tradicije v Vrbici pri Ilirski Bistrici  (COBISS)
- Sledi in podobe izročila (ZRC, 2024)